# RSGC1
RSGC1 (англ. Red Supergiant Cluster 1, Скопление красных сверхгигантов 1) — молодое массивное рассеянное скопление в Млечном Пути. Открыто в 2006 году по данным нескольких инфракрасных обзоров неба. Содержит крайне большое количество красных сверхгигантов. Скопление находится в созвездии Щита на расстоянии около 6,6 килопарсеков от Солнца. По всей вероятности, находится близ пересечения северного края длинного бара Млечного Пути и внутренней области рукава Щита — Центавра — одного из двух главных спиральных рукавов.
Возраст RSGC1 оценивается в 10–14 миллионов лет. Скопление подвержено значительному поглощению излучения, поэтому в видимой области спектра не наблюдается. Расположено вблизи других скоплений красных сверхгигантов, таких как Стивенсон 2, RSGC3, Аликанте 7, Аликанте 8 и Аликанте 10. Масса RSGC1 оценивается в 30 тысяч масс Солнца, что делает объект одним из наиболее массивных известных рассеянных скоплений в Млечном Пути.
Наблюдаемые красные сверхгиганты с массами 16–20 солнечных масс являются объектами-предшественниками вспышек сверхновых II типа. Также были обнаружены более 200 звёзд главной последовательности с массами более 8 масс Солнца, такое количество объектов позволяет оценить расстояние до скопления по вписыванию теоретической главной последовательности в наблюдения. Всего было обнаружено 14 красных сверхгигантов.

## Звёзды скопления
| Звезда | Спектральный класс | Видимая звездная величина (полоса K) | Эффективная температура (K) | Абсолютная звездная величина | Светимость (в светимостях Солнца) | Радиус (в радиусах Солнца) |
| ------ | ------------------ | ------------------------------------ | --------------------------- | ---------------------------- | --------------------------------- | -------------------------- |
| F01    | M3 / M5            | 4,962                                | 3550                        | −11,75                       | 335000                            | 1530                       |
| F02    | M4 / M2            | 5,029                                | 3700                        | −11,92                       | 215000                            | 1128                       |
| F03    | M4 / M5            | 5,333                                | 3500                        | −11,28                       | 120000                            | 942                        |
| F04    | M0 / M1            | 5,342                                | 3800                        | −11,24                       | 380000                            | 1422                       |
| F05    | M6 / M4            | 5,535                                | 3500                        | −11,36                       | 190000                            | 1185                       |
| F06    | M5                 | 5,613                                | 3400                        | −10,70                       | 230000                            | 1382                       |
| F07    | M2 / M3            | 5,631                                | 3600 - 3800                 | −10,81                       | 190000                            | 1006                       |
| F08    | M3                 | 5,654                                | 3600                        | −11,33                       | 200000                            | 1150                       |
| F09    | M3 / M6            | 5,670                                | 3600                        | −10,92                       | 150000                            | 996                        |
| F10    | M5 / M3            | 5,709                                | 3600                        | −10,86                       | 235000                            | 1246                       |
| F11    | M1 / M4            | 5,722                                | 3800                        | −11,03                       | 200000                            | 1032                       |
| F12    | M0                 | 5,864                                | 3900                        | −10,70                       | 190000                            | 955                        |
| F13    | M3 / K2            | 5.957                                | 4,200                       | −11.39                       | 290,000                           | 1,017                      |
| F14    | M3 / M1            | 6,167                                | 3700                        | −10,25                       | 74000                             | 662                        |
| F15    | G0 / G6            | 6,682                                | 6850                        | −10,07                       | 229000 - 620000                   | 340                        |